# NGC 4580
NGC 4580 (również PGC 42174 lub UGC 7794) – galaktyka spiralna z poprzeczką (SBa/P), znajdująca się w gwiazdozbiorze Panny. Odkrył ją William Herschel 2 lutego 1786 roku. Jest to galaktyka z aktywnym jądrem typu LINER. Należy do Gromady w Pannie.